# Alejandro Gándara
José Alejandro Gándara Sancho (Santander, 1957) è uno scrittore spagnolo.

## Biografia
Nato a Santander nel 1957, da giovane è stato primatista spagnolo nei 1500 metri piani.
Laureato in scienze politiche e sociologia all'Università Complutense di Madrid, ha insegnato nello stesso ateneo ed è stato ricercatore presso il British Museum di Londra.
L'esperienza di corridore gli ha fornito lo spunto per il suo esordio nella narrativa, La media distancia del 1984 al quale hanno fatto seguito numerosi romanzi, saggi e raccolte di racconti e libri per ragazzi.
Molto attivo nel campo dell'insegnamento, nel 1989 ha co-fondato la Escuela de Letras de Madrid e dal 2000 dirige la Escuela Contemporánea de Humanidades.
Responsabile del supplemento dedicato ai libri del quotidiano El País, nel corso della sua carriera ha ricevuto numerosi riconoscimenti letterari l'ultimo dei quali è stato il Premio Herralde nel 2001 per Últimas noticias de nuestro mundo.

## Opere

### Narrativa
- La media distancia (1984)
- Punto de fuga (1986)
- La sombra del arquero (1990)
- La fine del cielo (El final del cielo, 1990), Firenze, Salani, 1997 traduzione di Antonella e Fernanda Aversa ISBN 88-7782-626-6.
- Ciegas esperanzas (1992)
- Falso movimiento (1992)
- Nunca seré como te quiero (1995)
- Cristales (1997)
- Últimas noticias de nuestro mundo (2001)
- Un amor pequeño (2004)
- El día de hoy (2008)
- Las puertas de la noche (2013)
- La vida de H (2018)

### Saggistica
- No nos entendemos (1990)
- Las primeras palabras de la creación (1998)

## Filmografia
- Besos de gato regia di Rafael Alcázar (2003) (soggetto dal romanzo Falso movimiento)

## Alcuni riconoscimenti
- Premio Ignacio Aldecoa de Cuentos: 1979
- Premio Prensa Canaria de novela: 1983 per La media distancia
- Premio Nadal: 1992 per Ciegas esperanzas
- Premio Anagrama: 1998 per Las primeras palabras de la creación
- Premio Herralde: 2001 per Últimas noticias de nuestro mundo